# John Wayne (Band)
John Wayne ist eine 2009 gegründete Deathcore-Band aus São Paulo.

## Geschichte
Gegründet wurde die Gruppe im Jahr 2009 in der brasilianischen Metropole São Paulo und besteht nach mehreren Besetzungswechseln aus den beiden Gitarristen Junior Lima und Rogério Torres sowie aus dem Bassisten Denis Dallago und dem Schlagzeuger Edu Garcia. Garcia spielt seit 2012 Schlagzeug innerhalb der Band und war zuvor unter anderem Drum-Tech bei Sepultura.
Zwei Jahre nach der Bandgründung erschien die nach der Band benannte Debüt-EP, welche vier Stücke in portugiesischer Sprache aufweist. Mit Tempestade erschien am 12. November Jahr 2012 das Debütalbum, welches aus eigener Tasche finanziert wurde. Zudem wurde ein Musikvideo zum gleichnamigen Stück veröffentlicht.
Im September 2015 kündigte die Gruppe an, ihr zweites Album veröffentlichen zu wollen. Hierfür wurde mit Dois Lados – Parte I eine erste Single des gleichnamigen Albums mitsamt Musikvideo präsentiert. Das Album wurde offiziell am 11. September 2015 veröffentlicht. Am 24. September 2015 spielte die Gruppe auf der Sunset Palco Stage im Rahmen der sechsten Auflage von Rock in Rio in Rio de Janeiro. Dabei spielte die Gruppe als Vorband für Halestorm, Lamb of God und Deftones.
Auf einzelnen Konzerten spielte die Gruppe mit Bands wie Sepultura, Silverstein, Krisiun, Confronto, Deny, Gloria, Torture Squad und Project 46.
Sänger Fábio Figueiredo starb am 31. Januar 2021 an den Folgen einer COVID-19-Infektion im Alter von 34 Jahren.

## Stil
John Wayne spielen eine Mischung aus Hardcore-Punk und Metal, was in der Musikszene als Metalcore bezeichnet wird. Vergleichbar ist die Musik mit Asking Alexandria, As I Lay Dying und The Black Dahlia Murder. Die Liedtexte sind allesamt in portugiesischer Sprache verfasst. Der Bandname ist an den US-amerikanischen Serienmörder John Wayne Gacy angelehnt.
Die Texte der Gruppe sollen den Hörer zur Selbstreflexion über diverse aktuelle Thematiken, dem Leben, dem persönlichen Alltag und eigene Handlungen anregen. Zudem greift die Gruppe die Frage nach der Existenz und die Folgen diverser Handlungen auf. In einem Interview im Oktober 2013 sagte Sänger Fabio Figueiredo aus, mit seinen Liedern keine christlichen Werte vermitteln zu wollen. Dennoch erhofft er, dass die Texte beim Hörer eine positive Botschaft erzeugt.

## Diskografie
- 2011: John Wayne (EP, Eigenproduktion)
- 2012: Tempestade (Album, Eigenproduktion, über Deckdisc als Download veröffentlicht)
- 2015: Dois Lados – Parte I (Album, Eigenproduktion, über Deckdisc als Download veröffentlicht)
- 2016: Vida(Single)
- 2017: Mariana(Single)
- 2018: Aliança Pt II(Single)
- 2019: Purgátorio (Album, Eigenproduktion)
- 2023: Semblantes(Single)
- 2023: Reconectar(Single)